# Anaxipha brevis
Anaxipha brevis är en insektsart som beskrevs av Lucien Chopard 1958. Anaxipha brevis ingår i släktet Anaxipha och familjen syrsor. Inga underarter finns listade i Catalogue of Life.